# IBM 2250
IBM 2250 그래픽 디스플레이 장치(영어: IBM 2250 Graphics Display Unit)는 IBM이 System/360을 위해 만든 벡터 그래픽스 디스플레이 시스템으로, 모델 IV는 IBM 1130에 연결되었다.

## 개요
IBM 2250 그래픽 디스플레이 장치는 1964년 System/360과 함께 발표되었다. 컨트롤러를 포함한 완전한 2250 III 시스템은 1970년에 약 28만 달러였으며, 최대 4개의 디스플레이가 하나의 컨트롤러를 공유할 수 있어 디스플레이당 비용을 최대 40%까지 줄일 수 있었다.
1024 x 1024 격자 위에 있는 선분(벡터)의 디스플레이 목록은 컴퓨터 메모리 또는 2250의 선택적 버퍼에 저장되어 2250의 CRT에 초당 최대 40회 재현되었다. 컴퓨터는 디스플레이 목록을 변경하여 디스플레이를 변경했다.
문자는 디스플레이 목록 서브루틴에 의해 지정된 선분으로 구성되었다. 따라서 어떤 문자 집합이나 폰트도 표시할 수 있었지만, 성능상의 이유로 폰트는 일반적으로 극도로 단순화되었다.
모든 모델의 선택적 문자 발생기 기능은 영숫자 정보의 표시를 단순화하기 위해 63개의 문자로 된 미리 정의된 폰트를 제공했다.
2250은 영숫자(QWERTY 자판) 키보드와 키, 표시등, 스위치가 있는 별도의 프로그래밍 기능 키보드가 있는 책상에 설치되었다. 기능 키보드 위에는 플라스틱 오버레이 라벨을 부착할 수 있었다. 오버레이의 상단 가장자리에 있는 펀치를 컴퓨터가 감지할 수 있어 오버레이를 변경하기만 하면 키, 표시등 및 스위치를 다시 프로그래밍할 수 있었다. 2250의 CRT는 대각선으로 21인치였지만, 유효 표시 영역은 12인치 x 12인치, 즉 대각선으로 약 17인치였다. 현대 컴퓨터 마우스의 기능을 하는 포인팅 장치로 라이트 펜이 제공되었다.
IBM 2285 디스플레이 복사기를 2250에 연결하여 운영자의 제어 하에 디스플레이 내용의 8½ x 11인치 하드 카피를 제공할 수 있었다.
IBM 2280 필름 레코더 또는 IBM 2282 필름 레코더/스캐너를 2840 제어 장치에 연결하여 사진 음화에 출력 또는 입출력을 할 수 있었다.
2250에는 네 가지 모델이 있었다.
- 모델 1 – 선택기 또는 멀티플렉서 채널을 통해 System/360에 직접 연결되었다.
- 모델 2 – 2840-1 제어 장치를 통해 연결되었다. 2840은 최대 4개의 2250을 연결할 수 있었고 버퍼링 및 문자 발생기를 제공했다.
- 모델 3 – 2840-2 제어 장치를 통해 연결되었다.
- 모델 4 – 스토리지 액세스 채널(SAC)을 통해 IBM 1130 미니컴퓨터에 연결되었다. 1130은 독립형 프로세서로 또는 원격 System/360에 연결된 프런트엔드 프로세서로 실행될 수 있었다.

## 경쟁사
많은 플러그 호환 제조업체들이 2250의 경쟁 제품을 판매했는데, 여기에는 아데이지, 에반스 앤 서덜랜드, 인포메이션 디스플레이스, 런디, 샌더스, 스펙트라그래픽스, 그리고 벡터 제너럴이 포함된다.

## 후속 모델
1977년 IBM은 2250의 업그레이드 버전으로 3250 디스플레이 시스템(샌더스 어소시에이츠 제조)을 출시했다.

## 같이 보기
- IBM 740
- 텍트로닉스 4014
- IBM 3179G
- 디지털 이큅먼트 코퍼레이션 DEC GT40